# Классическая музыка в Китае
Класси́ческая му́зыка в Кита́е — становление и развитие в Китае исполнительского искусства академической музыки. В эпоху кризиса фортепианного искусства Китай демонстрирует миру выдающихся пианистов.

## История
Музыкальное академическое искусство Китая было интегрировано в европейскую культуру довольно поздно: вначале пути оно утверждалось благодаря поддержке иностранных музыкантов, прежде всего, русских. Профессиональное образование в консерваториях и университетах России и Европы китайские музыканты стали получать только в начале XX века, затем в стране появляются музыкальные учебные заведения (на базе университетов), создаются новые и развиваются ранее существующие китайские симфонические оркестры, оркестры китайских народных инструментов, камерные инструментальные ансамбли, оперные и хоровые коллективы. В 50-х годах XX века превалировали культурные обмены с Россией, общение с другими странами началось только после культурной революции.
Исследователи Сюй Бо и Хуан Пин, в основном связывают становление профессионального фортепианного образования с влиянием советской и европейской фортепианной школы и разделяют становление китайской музыкальной культуры на три этапа:
1. Первая половина XX века.
2. 50—70-е гг. XX века: создание КНР, период «культурной революции».
3. Последние десятилетия XX в.

Последовательное взаимодействие с ориентацией на модели русской, западноевропейской и американской фортепианной культуры было нацелено на высокий результат в области сложной техники исполнительства, поскольку традиционного развития фортепианной культуры в быту в Китае не было. Тем не менее, историю развития фортепианного исполнительства в Китае отличает стремительность и массовость. Высокий спрос на фортепианное образование окончательно стал массовым и пришёлся на начало XXI века.
В конце XX и начале XXI веков в Китае насчитывается свыше десяти миллионов пианистов; появляются крупные музыкальные школы (только в частной Пекинской музыкальной школе обучаются 23 тысячи молодых музыкантов); перспективные молодые дарования получают государственную финансовую помощь; появляется феномен «фортепианного бума».
Развитию музыкальной жизни Китая и концертной деятельности в стране способствуют историко-политические изменения, востребованность музыкального искусства, поддержка на государственном уровне, неизменный интерес многомилионной аудитории. Эволюция концертной деятельности сохраняет народные традиции, представляя игру на национальных инструментах, в то же время, музыкальные учебные заведения европейского образца готовят музыкантов и создают оркестры западноевропейского типа. В системе обучения традиции китайской музыки взаимодействуют с европейской. В настоящее время в Китае насчитывается 27 оркестровых коллективов.

## Известные музыканты Китая
В XXI веке в Китае появляется поколение музыкантов мирового уровня. Всемирно известен выдающийся китайский виолончелист мирового класса — Ван Цзянь, поступивший в Йельский университет на факультет музыки в 16 лет. Ван Цзянь — первый китайский солист, записавший диск с оркестром Берлинской филармонии. Больших успехов в последнее время на исполнительской арене достигли скрипачи — Шэн Чжунго, Сюэ Вэй, Вэнвэн Хань, Ли Секунь. Тина Го получила известность как исполнительница классической музыки на двухструнной китайской скрипке, также она известна как опытная виолончелистка. Расцвет классического исполнительского искусства на фортепиано называют китайским «фортепианным бумом».
Пианисты
В современном музыкальном мире важную роль играют китайские пианисты. Успех к китайской фортепианной школе пришёлся на конец XX, начало XXI веков. Несмотря на локальные проблемы, языковые барьеры, слабую связь между национально-культурной спецификой Китая с европейскими основами музыкальной культуры, китайские исполнители-виртуозы завоёвывают мировую музыкальную сцену.
Ли Юньди — в 18 лет китайский пианист выиграл первую премию на конкурсе пианистов имени Шопена, на котором она не присуждалась несколько лет.
Всемирно известный китайский пианист Лан Лан обучался игре на фортепиано с четырёх лет у профессора Чжу Яфэня. С пяти лет он получает первые места и призы на различных конкурсах, как в Китае, так и за рубежом. В 11 лет награждён за выдающиеся успехи в искусстве — первое место на четвёртом Международном конкурсе молодых пианистов в Германии. В 1995 году стал первым на Втором международном конкурсе молодых музыкантов им. П. Чайковского. Единственный пианист Китая, обладающий премией Леонарда Бернстайна (2002 год); игравший для президентов и первых лиц разных государств; первый китаец, получивший «Грэмми». Впервые в своей истории компания Steinway назвала именем артиста одну из новых моделей, которая была предназначена специально для обучения — «The Lang Lang Piano», представив её в Китае. Во многом страсть к фортепианному искусству в Китае связана с именем «мирового посла фортепиано» — Лан Лана. Также известен собственными аранжировками для фортепиано народных китайских произведений и песен, исполняемых на традиционных китайских инструментах.
Чжан Хаочен — занимается игрой на фортепиано с трех лет. В пять лет сыграл на большой сцене первый сольный концерт, в шесть — концерт Моцарта (Анданте) с Шанхайским симфоническим оркестром. В 11 лет гастролировал по Китаю, играл Шопена, в том числе, этюды. В 12 лет — победитель и самый юный участник Конкурса юных пианистов им. П. И. Чайковского. В 12 лет занял первое место во взрослой возрастной группе на Пятом Азиатском конкурсе им. Шопена в Японии (2004 г.). В его выступлении на 49-м Международном фестивале им. Ф. Шопена польская пресса отметила необыкновенную музыкальность и безупречную совершенную технику пианиста. В 2005 г. Обладает редкой музыкальной памятью — четыре сольных программы он подготовил за десять месяцев, а третий концерт С. В. Рахманинова для фортепиано с оркестром — за четыре. Стал первым китайским пианистом, получившим первое место и главный приз на XIII Международном конкурсе пианистов имени Вана Клиберна.
Лю Ши Кунь — один из ведущих пианистов Китая, с 16 лет обучался в Московской консерватории. Играл на пианино с трех лет, в пять выступал на сцене, в десятилетнем возрасте завоевал первенство на всекитайском фортепианном конкурсе. Пережив культурную революцию в заточении, после освобождения восстановил мастерство, выступал с концертами в стране и за рубежом. Впоследствии стал инициатором создания в Сянгане первого «Художественного центра фортепианной музыки» (в настоящее время ему присвоено имя Лю Шикуня), в десятках городов Китая открыл «Детские музыкальные центры» и более 40 филиалов «Художественного центра фортепианной музыки им. Лю Шикуня».
Ван Юйцзя — в семь лет добилась успеха, много выступала. В 2001 году получила третью премию на конкурсе в Японии, училась в Канаде, постоянно живёт в Нью Йорке. Известна тем, что виртуозно исполняет технически сложные произведения: польку Штрауса «Трик-трак», «Полета шмеля» Н. Римского-Корсакова, вариации И. Брамса на тему Паганини и другие, за что получила прозвище «летающие пальцы». Числится третей в десятке лучших пианистов мира.
Правильная ссылка на статью: Чэнь Я. — Проблемы профессионального фортепианного образования Китая: описание и обобщение // Философия и культура. – 2020. – № 9. – С. 46 - 57. DOI: 10.7256/2454-0757.2020.9.33938 URL: https://nbpublish.com/library_read_article.php?id=33938.
Чжан Шэнлян (псевдоним «Ню Ню») — дал первый концерт на фортепиано в Сямыне в возрасте 6 лет, был принят в начальную школу Шанхайской консерватории музыки в возрасте 8 лет и получил полную стипендию от Джульярдской школы для обучения в США в возрасте 17 лет. В одиннадцать лет стал выступать, имея в репертуаре более тридцати концертов. В 2007 году подписал контракт с компанией EMI, став её первым профессиональным музыкантом. Был первым, кто выступил в детском возрасте в Пекинском государственном театре с сольным концертом. При наличии феноменальной техники и музыкальности успешно занимается дирижированием, играет на скрипке, учит композицию и теорию музыки, изучает философию .
Лю Цзи — самый молодой обладатель золотой медали Международного конкурса пианистов в Бирмингеме, Великобритания. Единственный китайский музыкант, получивший премию Британского молодёжного фонда классической музыки (2013 г.). В возрасте 16 лет получил полную стипендию для поступления в Музыкальную консерваторию королевы Софии в Испании, учился у всемирно известного мастера игры на фортепиано — Дмитрия Башкирова, чьё «строгое преподавание и наследие русской школы заложили прочную основу» для «глубокой любви к русскому репертуару и не только». Его дебютный сольный альбом «Piano Reflections» был номинирован как «Лучший классический альбом» на престижной китайской музыкальной премии в 2015 году. В 2012 году завершил работу над композицией «ДНК» (Соната для фортепиано), которая представляет собой созданную им «систему гармонии», интегрированной с культурными элементами китайской «Книги Перемен». В 2019 году Лю Цзи был назначен главой отдела фортепианного исполнительства Кентской международной академии фортепиано, а в июне того же года официально назначен художественным консультантом международного фортепианного конкурса пианистов «Мастер-фестиваль фортепианной музыки» (англ. Master Piano Music Festival) в Уотфорде (Великобритания) и председателем жюри британского Международного конкурса пианистов среди юных исполнителей имени Дж. Бахауэр (англ. Master Piano Invitational Competition). 2019 году он был удостоен звания члена Королевской академии музыки.
Ди Ву — в 12 лет поступила в Пекинскую государственную музыкальную консерваторию, в 14 лет дебютировала в Пекинской филармонии. После завершения музыкального образования в США гастролировала по Европе, Азии и США с одними из самых известных оркестров. Критики отмечают, что она одна из лучших исполнительниц музыки Брамса.